# 25606 Chiangshenghao
25606 Chiangshenghao este un asteroid din centura principală de asteroizi.

## Descriere
25606 Chiangshenghao este un asteroid din centura principală de asteroizi. A fost descoperit pe 2 ianuarie 2000 la Socorro, New Mexico, în cadrul proiectului LINEAR. Asteroidul prezintă o orbită caracterizată de o semiaxă mare de 2,34 ua, o excentricitate de 0,09 și o înclinație de 7,9° în raport cu ecliptica.